# Castillo de Blanca
El castillo de Blanca es un castillo erigido en el siglo XII en la localidad española de Blanca (Región de Murcia). Fue declarado Bien de Interés Cultural el 7 de agosto de 1997.

## Historia
El castillo puede datarse en el siglo XII, y se atribuye su construcción al emir murciano Muhammad ibn Mardanis, el Rey Lobo. Identificable como un ḥiṣn, dominaba desde la altura la alquería de Blanca y la vía de comunicación entre los núcleos urbanos de Ḥiṣn Mulīna y Madinat Siyāsa (actuales Molina de Segura y Cieza, respectivamente) a través del Valle de Ricote. En el siglo XIII se acometieron obras de ampliación en el contexto de la rebelión de Ibn Hud contra los almohades.
Con la conquista castellana, el castillo y la población pasaron en 1281 a la Orden de Santiago, si bien durante la invasión del reino de Murcia por el rey Jaime II de Aragón (1296-1304) se otorgaron a Bernardo de Sarriá. Tras el breve dominio aragonés, el castillo regresó a la orden militar.
En el contexto de la pugna entre Álvaro de Luna y Rodrigo Manrique por el título de Gran Maestre de Santiago, el castillo de Blanca sufrió un asedio en 1448 a manos de tropas favorables al segundo, que lograron rendir la fortificación debido a la necesidad de agua de la guarnición. A partir de este momento, y sobre todo tras la expulsión de los moriscos de 1609, el gran coste que suponía el mantenimiento de esta edificación y la pacificación tras la conquista de Granada, la importancia del castillo decae hasta el punto de que es presa del abandono.

## Arquitectura
El castillo se eleva a una altitud de 223 metros sobre el nivel del mar, y de la edificación original se conservan en pie sólo tres torres unidas por dos cortinas, fabricadas mediante un encofrado con mortero de cal y piedra (tapial). Son apreciables en las torres los mechinales en los que se introdujeron las vigas durante la construcción de la fortaleza. Según el historiador Serafín Alonso las torres llegaron a medir 12 metros de altura, y pudieron haber alojado dos cuerpos arquitectónicos, terrazas almenadas y aspilleras.